# Pieta z Všeměřic
Pieta z Všeměřic (kolem 1415) patří k vrcholným dílům středověkého umění z období pozdního krásného slohu dochovaných na českém území. Je vystavena ve stálé expozici Alšovy jihočeské galerie v Hluboké nad Vltavou.

## Historie
Pieta byla objevena roku 1951 v dnes již neexistující návesní kapličce ve Všeměřicích a získána do sbírek Okresního vlastivědného muzea v Rožmberku. Roku 1954 byla převedena do sbírek Alšovy jihočeské galerie v Hluboké nad Vltavou.

## Popis a zařazení
Socha z lipového dřeva, vzadu vyhloubená, se zachovanou původní polychromií. Výška 117 cm. Restaurováno 1953-54 (L. Slánská), 1956 (B. Slánský a L. Slánská), 2004–2005 (Miroslav Křížek)
Symetrická diagonální pieta kompozičně vychází z parléřovské tradice, ale v modelaci nese prvky radikálního pozdního krásného slohu. Některé pokročilé rysy ji řadí do období zvýšené náboženské zjitřenosti v období kolem husitských válek. Panna Maria sedí na trůnu zdobeném malovanými architektonickými prvky. Kristovo tělo a hlava, kterou Marie pravou rukou podpírá, jsou natočeny směrem dopředu k věřícím. Obě Kristovy ruce spočívají na její levé dlani a předloktí. Oproti pietám krásného slohu, které vycházely z malířských předloh, se dílo vyznačuje větším realismem a zesílenou expresivitou. Z předchozího období přetrvává pouze bohatá modelace Mariiny roušky ve vlnovkách rámujících tvář a Mariina šatu, který spadá v kaskádě podélných a příčných záhybů a částečně potlačuje tělesné proporce. Inkarnát bledého Kristova těla, provedeného se značnou anatomickou věrností, tvoří kontrast k sytě červenému plášti Marie. Ušlechtilá hlava Krista, která typologicky odpovídá dílům krásného slohu, je lemována vousy a dlouhými vlasy a nese korunu ze spletených provazů.
Kristova matka, zpodobená jako starší žena, má ve tváři bolestný výraz a mrtvé tělo pozvedá jakoby ukazovala věřícím Kristovu oběť. Zdůrazněný vertikalismus je považován za výraz sílících gotizujících tendencía odkazuje k parléřovským pietám. Mohutnost plastické modelace Kristova těla je v sochařství na počátku 15. století výjimečná. Prameny krve, stékající z rány v boku a na ruce jsou provedeny plasticky jako hrozen krůpějí a jsou výrazem zesíleného eucharistického cítění a vypjatého kultu oltářní svátosti v době před vypuknutím husitských válek.
Eucharistický význam piety spočívá v zázraku konaném při obřadu, při němž se pouhý chléb a víno stávají Kristovým tělem a krví, kterou věřící přijímá, aby dosáhl spasení. Při bohoslužbě se tak opakuje zázrak Kristovy oběti při ukřižování. Hostie je měněna ve skutečné tělo Páně a víno je změněno v jeho krev. Tělo Kristovo na Mariině klíně je „analogií k hostii povýšené knězem během bohoslužby.“ Mariin klín se stává oltářem, na němž leží Kristus jako oběť určena Bohu k vykoupení lidstva. Funkce sousoší piety jako obrazu milosti vedlo v duchu křesťanské mystiky k rozšíření představy o zázračné síle Kristových ran.
Podle starší literatury pochází Pieta z dílny Mistra Týnské kalvárie, nejvýznamnějšího domácího sochaře v době před husitskými válkami. Sousoší Piety měl objednat před rokem 1410 klášter ve Vyšším Brodě. Pietu v klášterním kostele ve Vyšším Brodě zmiňuje roku 1411 Zbyněk Zajíc z Hazmburka a upřesňuje tak dataci díla.
Albert Kutal dílo původně kladl do doby po husitských válkách. Podle něj smyslem díla již nebyla nádhera formy piet krásného slohu nebo drastičnost a naturalismus, ale střízlivá věcnost a pravdivost: „Umění doby po husitských válkách má ráz zasmušilý a neradostný. Krásná samobytná forma a hravá linie, spojená s něžností dětského výrazu, ustoupila hluboce vážné náladě...“ Později stanovisko přehodnotil a dílo přiřadil Mistru Týnské Kalvárie a uvedl do souvislosti s Kalvárií z kaple Dumlosů (1400).
Některé práce z poslední doby se snaží prokázat, že Mistr Týnské Kalvárie působil v Praze až po husitských válkách a Pieta z Všeměřic je dílem až z pozdní doby jeho tvorby kolem r. 1430 a byla dodána po vyplenění kláštera husity (1422) nebo pochází z okruhu dílny Hanse Multschera a byla určena pro klášter klarisek v Českém Krumlově. Také katalog sbírky AJG z roku 2016 uvádí původ z bavorské sochařské dílny a datuje dílo v rozmezí let 1430–1440. Tuto argumentaci přesvědčivě vyvrací Ottová a rozvádí ve své práci i Bartuňková.

### Příbuzná díla
- Pieta v kostele sv. Ducha na Starém Městě pražském (1410–1420)[14]
- Pieta z kostela Svatého Tomáše v Brně, kámen (kolem 1385)
- Křivákova Pieta (1390–1400)
- Pieta z Marburgu (1380–1390)